# Список советских танкистов, воевавших в Испании

## Список советских танкистов, воевавших в Испании
В настоящем списке представлены в алфавитном порядке фамилии советских танкистов, принимавших участие в Гражданской войне в Испании, информация о которых подтверждена.
- Список не включает танкистов, хотя бы без Ф. И.

- Серым цветом в таблице выделены танкисты, вероятно воевавшие в Испании.

### Таблица по алфавиту
| № п/п | ГСС | Фамилия Имя Отчество                | Должность | Звание              |
| ----- | --- | ----------------------------------- | --- | ------------------- |
| 1     |     | Абрамович, Абрам Григорьевич        | Командир танкового взвода (группа Павлова) | лейтенант           |
| 2     |     | Абрашин, Иван Егорович              | нет информации (группа Павлова) | младший командир    |
| 3     |     | Аваков, Рубен Сергеевич             | Инструктор-огневик в танковой школе (группа Павлова) | лейтенант           |
| 4     |     | Акимов, Дмитрий Тимофеевич          | Механик-водитель (группа Кондратьева) | младший командир    |
| 5     |     | Алимов, Максим Васильевич           | Механик-водитель (нет информации) | младший командир    |
| 6     |     | Алымов, Николай Николаевич          | Старший группы ремонтников (группа Кривошеина) | военинженер 3 ранга |
| 7     |     | Алябьев, Тимофей Степанович         | Командир танкового взвода (группа Павлова) | лейтенант           |
| 8     |     | Ананенков, Василий Иванович         | Моторист (нет информации) | младший командир    |
| 9     |     | Антонов, Николай Дмитриевич         | Командир взвода учебного танкового батальона (группа Павлова) | лейтенант           |
| 10    |     | Антохин, Петр Иванович              | нет информации | лейтенант           |
| 11    |     | Антропов, Аким Дорофеевич           | Заместитель командира танковой роты по технической части (группа Кондратьева) | воентехник 2 ранга  |
| 12    |     | Аристов, Евграф Яковлевич           | Командир танкового взвода (группа Кондратьева) | лейтенант           |
| 13    |     | Артюхин, Степан Кузьмич             | нет информации | младший командир    |
| 14    |     | Арман, Поль Матисович               | Заместитель старшего группы (группа Кривошеина) | капитан             |
| 15    |     | Бадалян, Авет                       | Переводчик в танковой школе (группа Павлова) | нет информации      |
| 16    |     | Баранов, Виктор Ильич               | Командир роты, затем командир танкового батальона | майор               |
| 17    |     | Баранов, Григорий Иванович          | Механик-водитель (группа Кондратьева). | младший командир    |
| 18    |     | Баранов, Федор Федорович            | нет информации | младший командир    |
| 19    |     | Бачешкин, Иван                      | Техник на БТРЗ в Алькала-де-Энарес (группа Павлова) | воентехник          |
| 20    |     | Бебрис, Николай Петрович            | Ремонтник | военинженер 3 ранга |
| 21    |     | Бегишев, Александр Семенович        | Механик-водитель (группа Кондратьева) | младший командир    |
| 22    |     | Безин, Николай                      | Механик-водитель (группа Кондратьева) | младший командир    |
| 23    |     | Беликин, Иван Васильевич            | Башенный стрелок или механик-водитель (группа Кривошеина) | младший командир    |
| 24    |     | Белогорлов, Федор                   | Техник на БТРЗ в Алькала-де-Энарес (группа Павлова) | военинженер         |
| 25    |     | Беляев, Серафим Григорьевич         | Командир танкового взвода и 1-й танковой роты в батальоне М. П. Петрова (группа Павлова) | лейтенант           |
| 26    |     | Беляк, Кузьма Арестович             | Командир танка комиссара И. В. Зуева (группа Павлова). В Испании с сентября 1936 года, по июль 1937. Разгружались в порту Валенсии. Технику передислоцировали в Гвадалахару (личный состав размещался в гостинице). Боевыми товарищами были С. Л. Шульман, Г. В. Страхов, Данилов |                     |
| 27    |     | Билибин, Кузьма Яковлевич           | Командир танка, затем командир танкового взвода (группа Павлова) | младший командир    |
| 28    |     | Бирёв Иван Дмитриевич               | Механик-водитель (группа Кондратьева) | младший командир    |
| 29    |     | Благовещенский, Николай Николаевич  | Механик-водитель (группа Кондратьева) | младший командир    |
| 30    |     | Блинов, Виктор Кузьмич              | нет информации | лейтенант           |
| 31    |     | Бойдаков, Дмитрий Абрамович         | нет информации | младший командир    |
| 32    |     | Бойцов, Николай Александрович       | Инструктор учебного центра | лейтенант           |
| 33    |     | Бондаренко, Евгений Миронович       | нет информации | лейтенант           |
| 34    |     | Борисов, Михаил                     | Механик-водитель (группа Кондратьева) | младший командир    |
| 35    |     | Бочарников, Николай                 | Механик-водитель (группа Кондратьева) | младший командир    |
| 36    |     | Брилов, Николай                     | Командир танка (группа Павлова) | нет информации      |
| 37    |     | Букшин, Сергей Дмитриевич           | Механик-водитель (группа Кондратьева). | младший командир    |
| 38    |     | Бурцев, Тихон Никифорович           | нет информации | лейтенант           |
| 39    |     | Быстров, Сергей Михайлович          | Механик-водитель (группа Павлова) | младший командир    |
| 40    |     | Ваксин, Моисей                      | Заместитель командира танковой роты по технической части (группа Кондратьева) | воентехник          |
| 41    |     | Валуев, Виталий                     | Механик-водитель (группа Кондратьева) | младший командир    |
| 42    |     | Вальченко, Федор                    | Башенный стрелок (группа Павлова) | нет информации      |
| 43    |     | Ващенко, Василий Давыдович          | нет информации | воентехник 2 ранга  |
| 44    |     | Вейков, Аким Ефимович               | Механик-водитель (нет информации) | младший командир    |
| 45    |     | Вервега, Максим Александрович       | нет информации (группа Павлова) | нет информации      |
| 46    |     | Ветров, Александр Александрович     | Заместитель командира полка по технической части (группа Кондратьева). «Интернациональный танковый полк республиканской армии» | военинженер 3 ранга |
| 47    |     | Вилков, Александр Иванович          | Механик-водитель танка (группа Кондратьева) | младший командир    |
| 48    |     | Виноградов, Сергей Александрович    | нет информации (группа Павлова) | младший командир    |
| 49    |     | Власов, Василий Андреевич           | Механик-водитель (группа Кондратьева) | младший воентехник  |
| 50    |     | Войновский, Анатолий Фролович       | Командир танковой роты в танковом батальоне В. И. Баранова, начальник штаба батальона (группа Павлова) | старший лейтенант   |
| 51    |     | Волошин, Михаил Трофимович          | нет информации | старший лейтенант   |
| 52    |     | Воробьев, Иван Акимович             | Механик водитель (нет информации) | младший командир    |
| 53    |     | Гаврилин, Александр                 | Механик-водитель (группа Кондратьева) | младший командир    |
| 54    |     | Гапоненко, Борис Алексеевич         | нет информации | лейтенант           |
| 55    |     | Гвозд, Владимир Климентьевич,       | нет информации | лейтенант           |
| 56    |     | Геранин, Иван Павлович              | Командир танка (нет информации) | младший командир    |
| 57    |     | Глухов, Петр Степанович             | Заместитель командира тбр по технической части (группа Павлова) | майор               |
| 58    |     | Глушков, Василий Дмитриевич         | Командир танка и взвода (нет информации) | воентехник 2 ранга  |
| 59    |     | Голошубов, Никита Петрович          | Моторист (нет информации) | младший командир    |
| 60    |     | Гонценбах, Кирилл Владимирович      | нет информации | воентехник 2 ранга  |
| 61    |     | Гордеев, Иван Иванович              | нет информации | лейтенант           |
| 62    |     | Гордиенко, Петр Тихонович           | Механик-водитель (группа Кондратьева) | младший командир    |
| 63    |     | Горев, Владимир Ефимович            | Военный атташе в Испании | комбриг             |
| 64    |     | Горлов, Александр Емельянович       | Механик-водитель (нет информации) | младший командир    |
| 65    |     | Гредасов, Василий                   | Механик-водитель танка, заместитель командира танковой роты по технической части (группа Кондратьева) | младший командир    |
| 66    |     | Григорьев, Иван Семенович           | Механик-водитель (нет информации) | младший командир    |
| 67    |     | Губанов, Иван Лукич                 | Командир 3-й танковой роты (группа Кондратьева) | старший лейтенант   |
| 68    |     | Гурьев, Иван Васильевич             | нет информации | младший командир    |
| 69    |     | Гурьянов, Константи Павлович        | Помощник командира танковой роты по технической части (группа Кондратьева) | воентехник 2 ранга  |
| 70    |     | Гусаров, Василий Николаевич         | нет информации | младший командир    |
| 71    |     | Данилин, Михаил Родионович          | Механик-водитель (группа Кондратьева) | младший командир    |
| 72    |     | Дворягин, Иван Васильевич           | Механик-водитель (группа Кондратьева) | младший командир    |
| 73    |     | Демкин, Павел Прокофьевич           | Механик-водитель (группа Кондратьева) | младший командир    |
| 74    |     | Дидек, Константин                   | Командир танковой роты (группа Павлова) | старший лейтенант   |
| 75    |     | Дмитраж, Григорий Константинович    | нет информации | воентехник 2 ранга  |
| 76    |     | Добрынин, Алексей Иванович          | нет информации | лейтенант           |
| 77    |     | Долгополик, Евгений Григорьевич     | Механик-водитель (нет информации) | младший командир    |
| 78    |     | Доценко, Петр Константинович        | нет информации | лейтенант           |
| 79    |     | Дубинин, Николай Дмитриевич         | Группа Павлова | младший командир    |
| 79    |     | Душин, Иван                         | Механик-водитель (группа Кондратьева) | младший командир    |
| 80    |     | Дышанов, Филипп Ильич               | нет информации | лейтенант           |
| 81    |     | Евдокименко, Яков                   | нет информации (группа Павлова) | нет информации      |
| 82    |     | Евликов, Александр Степанович       | Механик-водитель (группа Кондратьева) | младший командир    |
| 83    |     | Егоренко, Александр Иванович        | Механик-водитель (нет информации) | младший командир    |
| 84    |     | Егоров, Федор Иванович              | Механик-водитель (нет информации) | младший командир    |
| 85    |     | Еременко, Михаил Дмитриевич         | нет информации (группа Павлова) | нет информации      |
| 86    |     | Ермаков, Василий Иванович           | Механик-водитель (нет информации) | младший командир    |
| 87    |     | Ефремов, Алексей Васильевич         | Механик-водитель (нет информации) | младший командир    |
| 88    |     | Жаров, Сергей Григорьевич           | Эвакуатор танков (группа Павлова). | младший командир    |
| 89    |     | Жданов, Василий,                    | Механик-водитель (группа Кондратьева) | младший командир    |
| 90    |     | Заусайлов, Иван Васильевич          | Механик-водитель (нет информации) | младший командир    |
| 91    |     | Зуев, Иван Васильевич               | Военком танкового батальона Петрова (группа Павлова) | политрук            |
| 92    |     | Казаков, Сергей Андреевич           | нет информации | лейтенант           |
| 93    |     | Кайнов, Леонид Иванович             | нет информации (группа Павлова) | младший командир    |
| 94    |     | Калачев, Петр Федорович             | Механик-водитель (нет информации) | младший командир    |
| 95    |     | Камков, Федор                       | Артиллерийский мастер (группа Кондратьева) | младший командир    |
| 96    |     | Карнишин, Петр Григорьевич          | Моторист (нет информации) | младший командир    |
| 97    |     | Карпов, Иван Васильевич             | Моторист (нет информации) | нет информации      |
| 98    |     | Кирсанов, Николай Николаевич        | Механик-водитель (нет информации) | младший командир    |
| 99    |     | Кирюхин, Александр                  | Электрик (группа Кондратьева) | младший командир    |
| 100   |     | Климов, Андрей                      | нет информации | лейтенант           |
| 101   |     | Климов, Василий Степанович          | Механик-водитель (нет информации) | младший командир    |
| 102   |     | Ковалев, Денис                      | нет информации (группа Павлова) | нет информации      |
| 103   |     | Ковров, Федор Кузьмич               | Командир танка (группа Павлова) | младший командир    |
| 104   |     | Коловатов, Петр Федорович           | Механик-водитель (группа Кондратьева) | младший командир    |
| 105   |     | Колосов, Николай Михайлович         | Командир танка, командир танкового взвода и роты (группа Павлова) | лейтенант           |
| 106   |     | Кольнов, Владимир Иванович          | Начальник штаба полка (группа Кондратьева) | капитан             |
| 107   |     | Кондратьев, Степан Иванович         | Командир полка (нет информации) | майор               |
| 108   |     | Кополышкин, Иван Сергеевич          | нет информации | младший командир    |
| 109   |     | Коробков, Борис Михайлович          | Инженер (нет информации) | военинженер 3 ранга |
| 110   |     | Коровкин, Николай Федорович         | Механик-водитель (группа Кондратьева) | младший командир    |
| 111   |     | Коротков, Михаил                    | Командир танковой роты (группа Павлова) | нет информации      |
| 112   |     | Корсунов, Петр Иванович             | Механик-водитель (нет информации) | младший командир    |
| 113   |     | Кортуков, Алексей Владимирович      | нет информации | младший командир    |
| 114   |     | Косаревский, Анатолий Александрович | Механик-водитель (группа Кондратьева) | младший командир    |
| 115   |     | Косогов, Николай                    | Башенный стрелок (группа Павлова) | нет информации      |
| 116   |     | Косогорский, Николай Григорьевич    | нет информации | нет информации      |
| 117   |     | Костиков, Александр                 | Техник на БТРЗ в Алькала-де-Энарес (группа Павлова) | воентехник          |
| 118   |     | Кривошеин, Семен Моисеевич          | Старший группы | полковник           |
| 119   |     | Кручинин, Владимир Федорович        | Механик-водитель (группа Кондратьева) | старшина            |
| 120   |     | Кудинов, Федор Михайлович           | нет информации | воентехник 2 ранга  |
| 121   |     | Кудрявцев, Владимир                 | Командир танка (группа Павлова) | нет информации      |
| 122   |     | Кузьмин. Александр Демьянович       | нет информации | младший командир    |
| 123   |     | Кулабухов, Валентин Федорович       | Механик-водитель (группа Павлова), | нет информации      |
| 124   |     | Кундыревич, Николай Викторович      | Помощник начальника штаба танковой бригады, с октября 1937 г. в аппарате советника по БТВ Ф. И. Терехина. | нет информации      |
| 125   |     | Куприянов, Павел Емельянович        | Командир танка (нет информации) | старшина            |
| 126   |     | Куцый, Василий Васильевич           | нет информации | младший командир    |
| 127   |     | Лавров, Андрей                      | нет информации (группа Павлова) | нет информации      |
| 128   |     | Лапутин, Сергей Яковлевич           | Командир танкового взвода (группа Кондратьева) | лейтенант           |
| 129   |     | Левченко, Матвей Евдокимович        | нет информации | лейтенант           |
| 130   |     | Легеньков, Михаил Терентьевич       | Механик-водитель, командир танка (нет информации) | младший командир    |
| 131   |     | Лепешкин, Иван Власович             | нет информации (группа Павлова) | младший командир    |
| 132   |     | Липин, Павел Иосифович              | Советник начальника танковой школы в учебном центре Арчена | капитан             |
| 133   |     | Листков, Василий Андреевич          | Механик-водитель (нет информации) | младший командир    |
| 134   |     | Лобанов, Прокофий Тимофеевич        | Механик-водитель (группа Кондратьева) | младший командир    |
| 135   |     | Лобач, Иван Тимофеевич              | Командир танкового взвода и парторг (нет информации) | лейтенант           |
| 136   |     | Лысенко, Федор Иосифович            | Командтир танка (нет информации) | младший командир    |
| 137   |     | Малышев, Дмитрий                    | Командир танковой роты (группа Павлова) | нет информации      |
| 138   |     | Маркин, Яков Павлович               | нет информации | младший командир    |
| 139   |     | Межуев, Яков Афанасьевич            | нет информации (группа Павлова) | нет информации      |
| 140   |     | Меленцев, Ефрем                     | Командир башни (Группа Павлова) | нет информации      |
| 141   |     | Мерсон, Леонид Федорович            | Механик-водитель (нет информации) | младший командир    |
| 142   |     | Мещеркин, Логвин Иванович           | Механик-водитель (группа Кондратьева) | младший командир    |
| 143   |     | Мизирев, Василий Тимофеевич         | нет информации | младший командир    |
| 144   |     | Миленин, Яков Никифорович           | нет информации | старший лейтенант   |
| 145   |     | Михолап, Моисей Данилович           | Командир взвода(нет информации) | лейтенант           |
| 146   |     | Мицкевич, Илья Николаевич           | нет информации (группа Павлова) | младший командир    |
| 147   |     | Мозгунов, Иван Никифорович          | Командир танка и инструктор по вождению | младший командир    |
| 148   |     | Моргун, Сергей                      | Башенный стрелок (группа Павлова) | нет информации      |
| 149   |     | Морозов, Михаил Павлович            | Механик-водитель (группа Кондратьева) | младший командир    |
| 150   |     | Мосолов, Анатолий Алексеевич        | нет информации (группа Кондратьева) | младший командир    |
| 151   |     | Мустейкис, Владимир Иванович        | нет информации (группа Павлова) | младший командир    |
| 152   |     | Мухин, Василий Сафонович            | нет информации | лейтенант           |
| 153   |     | Мяновский, Петр Викторович          | Командир танка (нет информации) | лейтенант           |
| 154   |     | Мясников, Петр Максимович           | нет информации (группа Кондратьева) | младший командир    |
| 155   |     | Нежнов, Алексей Александрович       | нет информации | младший командир    |
| 156   |     | Никифоровский, Иван Лазаревич       | Командир танка (группа Павлова) | младший командир    |
| 157   |     | Никонов, Алексей Васильевич         | Командир танка (нет информации) | младший командир    |
| 158   |     | Новак, Анатолий Юльевич             | Заместитель командира танковой группы, помощник начальника штаба танковой бригады, командир бронероты | лейтенант           |
| 159   |     | Новиков, Василий Михайлович         | Командир танка (группа Павлова) | младший командир    |
| 160   |     | Новиков, Виктор Алексеевич          | Механик-водитель (группа Кондратьева) | младший командир    |
| 161   |     | Новиков, Петр Яковлевич             | Механик-водитель (группа Кондратьева) | младший командир    |
| 162   |     | Ободовский, Василий Владимирович    | Командир танкового взвода (группа Кондратьева) | лейтенант           |
| 163   |     | Осадчий, Семен Кузьмич              | Командир танкового взвода — совершил первый в истории танковый таран(нет информации) | лейтенант           |
| 164   |     | Осипов, Василий Александрович       | нет информации | лейтенант           |
| 165   |     | Павлов, Дмитрий Григорьевич         | Командир танковой бригады | комбриг             |
| 166   |     | Павлов, Семен Ануфриевич            | Командир танка, командир взвода и роты (нет информации) | лейтенант           |
| 167   |     | Панкратов, Николай Иванович         | нет информации | лейтенант           |
| 168   |     | Паршин, Николай Тимофеевич          | Механик-водитель (группа Павлова) | нет информации      |
| 169   |     | Пахомычев, Иван Мартынович          | нет информации | младший командир    |
| 170   |     | Пермяков, Антон Трофимович          | нет информации | младший командир    |
| 171   |     | Пермяков, Николай Андреевич         | Механик-водитель (группа Павлова) | младший командир    |
| 172   |     | Перовский, Глеб Михайлович          | нет информации | старший лейтенант   |
| 173   |     | Петров, Михаил Петрович             | Командир и военный комиссар танкового батальона (группа Павлова) | подполковник        |
| 174   |     | Петроченко, Василий Филиппович      | Начальник мастерских центральной базы | воентехник 2 ранга  |
| 175   |     | Петрушин, Дмитрий Васильевич        | нет информации | младший командир    |
| 176   |     | Петрянин, Николай Петрович          | нет информации | младший командир    |
| 177   |     | Петухов, Сергей Петрович            | нет информации | младший командир    |
| 178   |     | Погодин, Дмитрий Дмитриевич         | Командир танка, командир взвода, командир бронетанковой роты (танки Renault FT-17, испанские БА и мотоциклы), командир батальона. | лейтенант           |
| 179   |     | Полянский Иван Евгеньевич           | нет информации | младший командир    |
| 180   |     | Пономарев, Владимир Павлович        | Механик-водитель (нет информации) | младший командир    |
| 181   |     | Пономарев, Владимир Павлович        | Механик-водитель (нет информации) | младший командир    |
| 182   |     | Попов, Петр Григорьевич             | Старший механик-водитель (группа Павлова) | младший командир    |
| 183   |     | Пронин, Семен Иосифович             | нет информации | лейтенант           |
| 184   |     | Пронюшкин, Василий Петрович         | нет информации | младший командир    |
| 185   |     | Пророков, Сергей Иванович           | нет информации | младший командир    |
| 186   |     | Протодьяконов, Вадим Анатольевич    | Механик-водитель (нет информации) | младший командир    |
| 187   |     | Пугачев, Израиль Наумович           | нет информации | лейтенант           |
| 188   |     | Пшонов Василий Николаевич           | Механик-водитель 2-го танкового батальона 13 механизированной бригады | младший командир    |
| 189   |     | Разгуляев, Алексей Васильевич       | Командир танкового взвода, командир 2-й танковой роты (группа Кондратьева) | лейтенант           |
| 190   |     | Размахов, Алексей Александрович     | Шофер | младший командир    |
| 191   |     | Резванов, Иван Николаевич           | нет информации (группа Кондратьева) | старший лейтенант   |
| 192   |     | Решетцов, Дмитрий                   | Техник на БТРЗ в Алькала-де-Энарес (группа Павлова) | воентехник, капитан |
| 193   |     | Романдинов, Дмитрий Григорьевич     | Механик-водитель (группа Кондратьева) | младший командир    |
| 194   |     | Романов, Герасим Тимофеевич         | нет информации | младший командир    |
| 195   |     | Рюмик, Максим Ефремович             | Механик-водитель (2-й сводный танковый полк Фотченкова) | младший командир    |
| 196   |     | Садченко, Тихон Родионович          | Механик-водитель, затем командир танка и взвода | младший командир    |
| 197   |     | Садчиков, Георгий                   | Командир танка (группа Павлова) | нет информации      |
| 198   |     | Свиркин, Иван Ильич                 | Механик-водитель (группа Кондратьева) | младший командир    |
| 199   |     | Седов, Василий Николаевич           | нет информации | лейтенант           |
| 200   |     | Селицкий, Николай Александрович     | Командир танкового взвода (нет информации) | лейтенант           |
| 201   |     | Семёнов, Павел Афанасьевич          | Механик-водитель (группа Кондратьева) | старший лейтенант   |
| 202   |     | Сергеев, Александр Александрович    | Моторист | младший командир    |
| 203   |     | Сергеев, Григорий Сергеевич         | нет информации | лейтенант           |
| 204   |     | Серебренников, Аркадий Леонидович   | нет информации | младший командир    |
| 205   |     | Серёгин, Михаил Гаврилович          | Механик-водитель (группа Кондратьева) | младший командир    |
| 206   |     | Серов, Иван Федорович               | Механик-водитель (нет информации) | младший командир    |
| 207   |     | Силаев, Сергей Михайлович           | Механик-водитель (группа Кондратьева) | младший командир    |
| 208   |     | Симонов, Борис Михайлович           | Военный советник | полковник           |
| 209   |     | Симонов, Петр Гаврилович            | Командир танка | младший командир    |
| 210   |     | Синягин, Григорий Григорьевич       | Механик-водитель (группа Кондратьева) | младший командир    |
| 211   |     | Сиротин, Петр Никифорович           | Командир 1-й танковой роты (группа Кондратьева) | старший лейтенант   |
| 212   |     | Сквалыгин, Гавриил Павлович         | нет информации | младший командир    |
| 213   |     | Склезнев, Георгий Михайлович        | Командир танкового взвода, начальник штаба танкового батальона М. П. Петрова (группа Павлова). | лейтенант           |
| 214   |     | Скуднов, Аркадий Васильевич         | нет информации | младший командир    |
| 215   |     | Смирнов, Сергей Сергеевич           | нет информации | младший командир    |
| 216   |     | Солнышков, Виктор Петрович          | нет информации | младший командир    |
| 217   |     | Соловьев, Александр Иванович        | Командир танка (рота Армана), командир взвода и роты | лейтенант           |
| 218   |     | Сопов, Михаил Васильевич            | Группа Павлова | нет информации      |
| 219   |     | Старков, Григорий Венедиктович      | Башенный стрелок (группа Павлова) | младший командир    |
| 220   |     | Степанов, Менлыш Менлиярович        | Механик-водитель (танк Новикова, группа Павлова) | нет информации      |
| 221   |     | Сучков, Михаил Ильич                | Командир танкового взвода (группа Кондратьева) | лейтенант           |
| 222   |     | Татарченков, Григорий Ефимович      | нет информации | младший командир    |
| 223   |     | Терёхин, Макар Фомич                | Советник по БТВ | нет информации      |
| 224   |     | Троицкий, Виктор Владимирович       | Группа Павлова | лейтенант           |
| 225   |     | Уманец, Федор Илларионович          | Механик-водитель (танк Осадчего, рота Армана) | младший командир    |
| 226   |     | Урбан, Иустин Федорович             | Командир танкового батальона (группа Павлова) | майор               |
| 227   |     | Усков, Александр Васильевич         | Механик-водитель | младший командир    |
| 228   |     | Ушаков, Вячеслав Дмитриевич         | Командир танка (рота Армана) | лейтенант           |
| 229   |     | Фашеев, Лев Иосифович               | Механик-водитель | младший командир    |
| 230   |     | Фёдоров, Фёдор Фёдорович            | нет информации | майор               |
| 231   |     | Федюнин, Василий Петрович           | Группа Павлова | младший командир    |
| 232   |     | Фотченков, Петр Семенович           | Заместитель командира полка, командир полка | капитан, полковник  |
| 233   |     | Фролов, Василий Андреевич           | Механик-водитель | младший командир    |
| 234   |     | Хорожков Николай Михайлович         | Командир танкового взвода (группа Кондратьева) | лейтенант           |
| 235   |     | Хотич, Илья Тимофеевич              | Механик-водитель (Группа Павлова) | неизвестно          |
| 236   |     | Цаплин, Павел Алексеевич            | Командир танковой роты (группа Павлова) | лейтенант           |
| 237   |     | Цыпляков Зосим Сергеевич            | нет информации | лейтенант           |
| 238   |     | Часовин, Петр Федорович             | Командир танкового взвода (группа Кондратьева) | лейтенант           |
| 239   |     | Чемоданов, Геннадий Викторович      | Заместитель командира полка | лейтенант           |
| 240   |     | Черненко, Константин Дмитриевич     | Механик-водитель (танк Склезнева, группа Павлова) | младший командир    |
| 241   |     | Шабалин, Сергей Еремеевич           | Группа Павлова | младший командир    |
| 242   |     | Шабохин, Алексей Алексеевич         | Помощник командира батальона по техчасти и начальник ремонтной базы (группа Кривошеина) | воентехник 2 ранга  |
| 243   |     | Шатров, Николай Константинович      | Командир 2-й танковой роты (группа Кондратьева) | старший лейтенант   |
| 244   |     | Шахурин, Виктор Иванович            | Начальник головного эшелона парка (группа Кривошеина) | воентехник 2 ранга  |
| 245   |     | Шевцов, Степан Павлович             | Механик-водитель танка (группа Кондратьева) | младший командир    |
| 246   |     | Шибаев, Михаил Яковлевич            | нет информации | лейтенант           |
| 247   |     | Шилов, Константин Иванович          | нет информации | лейтенант           |
| 248   |     | Широков, Филипп Иудович             | Командир танка (рота Армана) | младший командир    |
| 249   |     | Шухардин, Александр Андреевич       | Начальник штаба (группа Павлова) | майор               |
| 250   |     | Щеглов, Александр Дмитриевич        | нет информации | лейтенант           |
| 251   |     | Юдин, Михаил Владимирович           | Башенный стрелок (группа Павлова) | нет информации      |
| 252   |     | Юркин, Алексей Алексеевич           | Механик-водитель танка (группа Кондратьева) | младший командир    |
| 253   |     | Яборов, Фёдор Васильевич            | Советник командира танковой дивизии на 1939 год | майор               |
| 254   |     | Якушин, Александр Дмитриевич        | нет информации | младший командир    |
| 255   |     | Ярославкин, Иван Владимирович       | Механик-водитель | младший командир    |
| 256   |     | Яркин, Иван Осипович                | Группа Павлова | майор               |
| 257   |     | Ясенцев, Иван Алексеевич            | нет информации | младший командир    |
| 258   |     | Ястребков, Георгий Иванович         | нет информации | младший командир    |